# Fortaleny
Fortaleny (en valencien et en castillan) est une commune d'Espagne de la province de Valence dans la Communauté valencienne. Elle est située dans la comarque de la Ribera Baixa et dans la zone à prédominance linguistique valencienne.

## Géographie

Localisation de Fortaleny
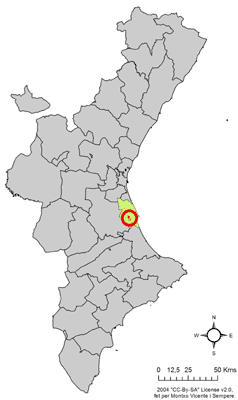
dans la Communauté valencienne.
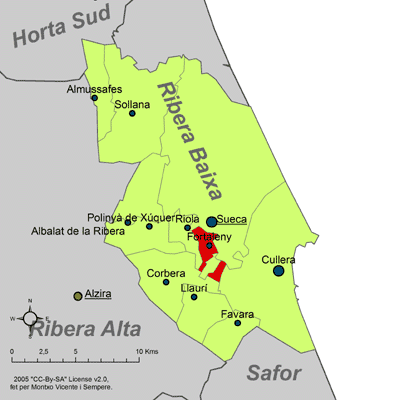
dans la comarque de la Ribera Baixa.